# 装甲
装甲（そうこう、英: Armor）とは、敵弾を防ぐために船体や車体に張られた鋼鉄板などのこと。

## 歴史
古来より戦時下において装甲の必要性が求められ、常に最前線でさまざまな攻撃から身を守る盾や鎧、兜などの防具が必要とされた。しかし強固なこれらの防具は必然的に重くなり、次第に行動力と防護力の兼ね合いが求められるようになってきた。そこで「必要な部分だけを重い防具で守り、あまり攻撃を受けない股下などは装甲を薄くする」ことや「梁状の構造物や波板・曲面による力学的に力が分散しやすい構造」が研究・採用された。
また受ける攻撃の種類を想定して、馬上槍試合用の、落馬すると自分では動けず馬上には数名の従者が押し上げることになるが、正面打撃だけを受け流すように設計されたプレートアーマーで背面装甲は薄いものや、ナイフや軽い剣の切っ先だけを受け止めることを目的にした鎖帷子なども生まれた。

## 近代兵器で求められる能力
最も基本的な装甲の形状は、板状の装甲材で保護対象を覆うことである。特に移動能力を備えた装甲戦闘車両や戦闘艦、軍用航空機では、防護性能を高めるために単純に装甲を厚くすれば装甲の重量によって運動性が損なわれるため、限られた重量内で最大の防護能力が求められる。21世紀現在の兵器の装甲は、できるだけ重量増加を伴わない防護力の強化策などが講じられている。
近代兵器では装甲の防護性能が向上したため、攻撃兵器も装甲板の広い面全体を破壊するよりごく狭い範囲にエネルギーを集中することで穿孔し、装甲板を貫いて内部に被害を与えることを目指すものが現れている。この裏面まで貫かれることを「貫徹」と呼ぶ。徹甲弾はこの貫徹効果を最大に求めた弾頭のことであるので、後述の通りこの被害を防ぐための研究も進んでいる。

### 工夫・技術
21世紀現在の兵器の装甲は、加害主体となる敵弾の運動特性・物性や、防護部位ごとの被弾頻度や脅威度の期待値、さらに利用可能な装甲技術での重量、製造コスト、加工容易性、性能の確実性、保守容易性、環境耐性と低劣化性、材料入手性、安全性などを総合的に考慮して選択される。
鋼は代表的な装甲の材料であるが、一般に炭素を豊富に含んだ鋼鉄は硬いが脆くなる。炭素を少なくすれば柔らかくなり硬度は失われるが粘り強くなる。また、炭素以外にも多くの元素を鉄に添加することで多様な合金が作られている。
敵弾の運動特性と物性として考慮すべき最も顕著なものが、20世紀末に登場したAPFSDS弾やHEAT弾のような弾種のユゴニオ弾性限界を利用した侵徹原理である。超高速で装甲に衝突した金属製の長い弾芯が、超高圧下で装甲と共に流体化し孔外に流出しながら細い孔を穿ってゆく過程を分析した上で、それを無効化する技術がいくつか開発され装甲に使用されている。
直接の防護性能には無関係であるが、多くの場合装甲によって左右される兵器の外形がステルス性能に大きく影響するため、防護性能や運動性能と共に装甲の形状も装甲設計での重要な要素の1つとなっている。
以下に単純な工夫から高度な技術まで示す。

#### モノコック構造
過去には兵器の外枠となる構造体とは別に装甲だけが付加されたこともあったが、全体の重量に考慮すれば装甲が車体や船体の構造体も兼ねた方が軽くなるため、装甲だけを付け加えることは少なくなり、モノコック構造がとられることが多い。

#### 装甲厚の最適な配分
これらの装甲様式では、素材が同じであれば単純に装甲板が厚くなるほど強度が増す。しかし同時に装甲による重量も増えるため、移動体に装甲を施す場合には運動性、つまり移動速度とのバランスも考慮して、自ずと装甲の量には限界が存在する。これらの問題に関しては、一様に全体を装甲するよりもより打撃を受けやすい部位を集中的に装甲を厚くしそれ以外の装甲を薄くすることで総合的な防護能力を向上させるという思想がある。
戦車の装甲を例に挙げれば、戦車砲同士による撃ち合いで最も被弾しやすいのは正面装甲である。次に側面であり、後部や上面、下面は被弾が比較的少ない。
このため、全体に使用できる装甲の総重量を100とすると、正面に30、左右側面にそれぞれ20ずつ、残る後部と上面、下面には10ずつといった割合で、装甲の厚みに変化をもたせることで車体全体に均一に16-17程度の同じ厚みの装甲を施すよりも、同じ重量でより耐弾性に優れた戦車が作れる。

## 装甲の種類

### 装甲材の種類
装甲に適した素材への模索は常に続けられており、古い時代の木の板や動物の皮といった素材から青銅に次いで鉄や鋼などと言った金属板へと切り替わっていき、近代兵器の分野では単純な装甲といっても鋼材としては特殊なものを使用し、コストを掛ける価値さえあればマンガンやニッケル、コバルト、モリブデン、タングステンなどの貴重で高価な金属を添加、表面に浸炭処理するなど製造に手間がかかる鋼材が使われることもある。
また航空機においては軽量化のためにジュラルミンなどアルミニウム合金が多用されるところを、対空砲火に晒される危険の大きい攻撃機では軽量化と防弾性の両立を求めチタン装甲板がパイロットを防護するために使用されたり、軽量戦車において軽量化による渡河性を重視してアルミ板装甲が使用されることもある。艦艇に使用される場合は莫大な量となるため主に鋼鉄が使われる。
以下、基本的に開発・採用された古い順に以下に示す。

#### 鍛造装甲
鋼鉄の板を叩いて鍛え、同時に形を整える鍛造（たんぞう）によって造られた装甲である。鋳造に比べると不純物があまり入らず、冷間加工による硬度の強化も行えるが、複雑な形状は作れない。21世紀現在はあまり採用されていない。

#### 鋳造装甲
炭素を豊富に含むことで融点を高め流動性を確保した鋳鉄を砂などで作った型に流し込んで造る鋳造（ちゅうぞう）によって造られる装甲である。鍛造に比べると不純物が入りやすく、硬くなりすぎ脆いので厚みのある形状でその不足を補う必要がある。
複雑な形状が容易に作れるので、古くは戦車の砲塔の丸い碗型の形状を1工程で造れるために多用されたが、21世紀現在はあまり採用されていない。

#### 表面硬化装甲
表面硬化装甲は焼き入れなどの加熱処理によって、表面だけを高硬度の鋼鉄とするものである。装甲に小銃弾や小口径の砲弾から内部を防護する性能のみが求められていた時代には、装甲表面の硬さによってこれらの弾丸を破砕するように設計されていた。硬度の高い表面は避弾経始のような傾斜装甲に向いている。表面硬化の方法は、単に加熱による焼き入れと炭素を浸透させる浸炭装甲の2種類がある。
表面焼き入れ
表面焼き入れによる表面硬化装甲は、所定形状に加工済みの鉄鋼の板の表面だけを加熱することで焼き入れを行い表面だけを高硬度の鋼鉄とするものである。
浸炭装甲
浸炭装甲は、所定形状に加工済みの低炭素鋼の板を加熱し、片面を高温炭素ガス雰囲気中に曝すことで表面から炭素を拡散浸透させて（浸炭処理）表面だけを炭素の豊富な高硬度の鋼鉄とするものである。同様にニッケルクロム鋼に浸炭処理を施すと表面に硬い炭化クロム が析出し硬質の被膜を作る。代表的なものにクルップ社の開発したクルップ鋼によるKC甲板や、ヴィッカース社の開発したVC甲板が代表的である。浸炭処理後、必要に応じて焼き入れ・焼き戻し等の熱処理も行う。
両方式とも加工に長時間の熱処理が必要であり、コストや手間、時間など量産するには不利な要素が多い。21世紀の現在では製鋼技術の進歩によっていずれの方式も高度に管理することで品質が保てるようになっているが、技術の蓄積のなかった時代は品質が保てずにいた。第二次世界大戦中期を境に砲弾の威力や構造が装甲表面の硬さだけでは対処しきれないようになり、より厚みを持たせた均質圧延鋼装甲の時代に代わっていった。
この装甲の代表的な素材として、旧日本陸軍の戦車一般などに用いられていた日本製鋼所室蘭製作所製のいわゆる「ニセコ鋼」がある。

#### 均質圧延鋼装甲
英語のRolled Homogeneous Armour（RHA）を直訳した「均質圧延鋼装甲」とは全体が均質な圧延鋼板で作られた装甲であり、製鋼後に表面を焼入れすることで硬化処理を施した表面硬化装甲とは区別される。第2世代主力戦車では、品質管理が容易で性能がある程度あり量産に向いて安価だったため鋳造装甲と共に均質圧延鋼装甲の採用が多かったが、APFSDS弾やHEAT弾といった新しい対戦車用砲弾には十分な防護性能を持たなかったため21世紀現在ではRHA単独での装甲は少数である。
第二次世界大戦初期までは、硬くすれば割れやすく、割れ難いように粘りをもたせれば硬度が落ちるというジレンマの解決策として表面硬化装甲が作られたが、その後の材料工学の進歩により高強度と高靭性が両立するようになり、表面と内部で物性の異なる表面硬化装甲を作る必要性がなくなったことによる。しかし現代の材料工学でも150キログラム／ミリ平方が強度の限界と言われるようになり、硬度が靭性、展性とバランス上の限界点に達していると考えられる。RHAの限界を超えるものとして、複合装甲が開発されることになった。
21世紀現在では標準となる均質圧延鋼を定めることで、装甲（複合装甲及び爆発反応装甲）の防護性能や対戦車兵器（徹甲弾及び成形炸薬弾）の貫通能力をその厚さで表しているが、攻撃する弾種によって防護の効果が変わるため防護性能の全てを表すことはできない。

#### アルミニウム合金装甲
アルミ合金は鋼鉄に比べて約3分の1の比重であり同じ厚さであれば鋼鉄よりはるかに軽くて済むが、従来型の砲弾に対する強度も約3分の1となり、鋼鉄製のRHAと同様の防護性能を求めれば3倍の厚さで重さは同じになってしまう。しかし、厚みのために剛性が高く、車体や船体に使用すれば補強材を減らせて全体の重量を軽減でき、内部空間も有効活用できるなどの利点がある。一方でAPFSDS弾やHEAT弾による高速衝突では、RHAに比べてアルミニウム装甲は極めて脆弱となる。
冷戦期には、M551シェリダンなど空輸や空中投下を行う空挺戦車やM113のように水上浮行能力を求められた車輌など、特に軽量化を求められた場合にしばしばアルミ合金装甲が採用されている。しかしその後、対戦車砲弾や対戦車ミサイルはもとより地雷やRPGなどへの脆弱性が指摘されており、爆発反応装甲などの増加装甲による防護も重量負荷やその作動にアルミ合金装甲自体が耐えられない、火災時には比較的早期に強度を失うといった問題があり現在は使用例は少なくなっている。

#### チタン装甲
チタンは密度が鋼鉄の半分で耐弾性はおおよそ鋼鉄と同等とされ、兵器が軽く作れて良いが、金属チタン自身が高価であり、切削加工にも技術が求められる。
航空機ではA-10のコクピットと操縦系を保護する通称『バスタブ』装甲に採用されたことがある。戦車のハッチやスカート部分、付加装甲では採用例があるが、主装甲では使われていない。

#### 劣化ウラン装甲
非常に重い金属である劣化ウランを装甲材として、鋼板の内部に封入して使用するもの。実用化されているのはM1エイブラムスの改良型のみ。

### その他の装甲技術など

#### 傾斜装甲

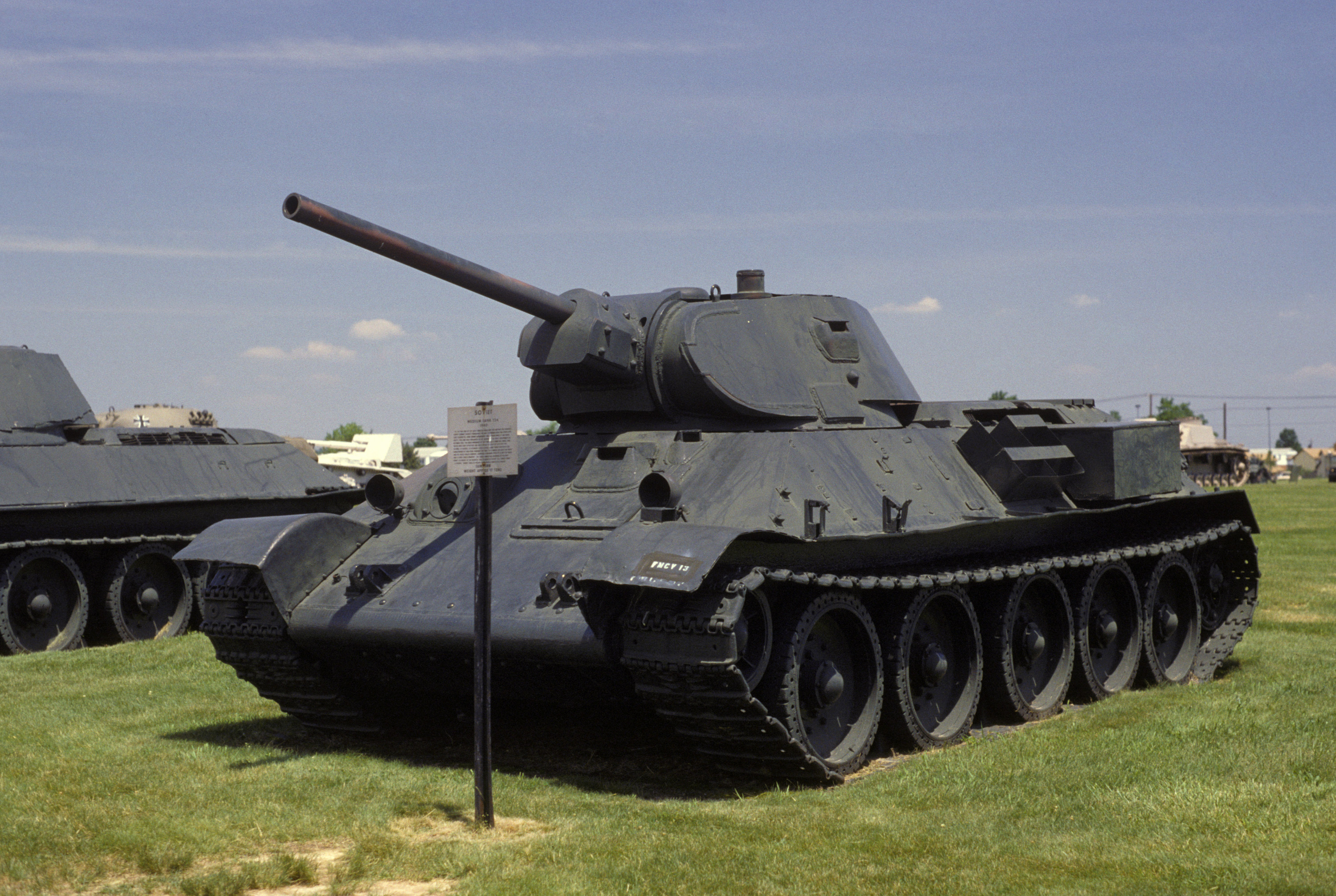
傾斜装甲で構成されたT-34/76

弾着速度が比較的遅い砲弾が硬度の高い装甲に斜めに当れば、弾が装甲の面を滑って弾かれ（傾斜装甲）被害をほとんど受けずに済むことがある。また、弾が装甲内に突き進んだ場合でも、弾の経路に対して斜めの装甲板では弾がそれだけ長い距離を装甲内で進む必要があり、装甲厚が増したのと同じ効果が得られる。これらの考え方は、避弾経始（ひだんけいし）と呼ばれる。ただし、後者の利点は敵方向から見た暴露面積で比べれば装甲が斜めである分だけ暴露が小さい、つまりそれだけ防護面積が小さくなっており、結局、装甲厚が増す効果と面積の縮小は同じ割合であるため特段の防護効果はないとする考え方もある。また、低速の砲弾は鋼製の装甲への侵徹時に侵入角度が屈折する現象があり、その場合には進入経路は短くなる。
傾斜装甲（避弾経始）の考え方を、最初に本格的に取り入れて設計された戦車は、第二次世界大戦時にソ連が開発したT-34と言われる。この戦車の登場に衝撃を受けたドイツ軍が、これに対抗するためにT-34の傾斜装甲を模倣して、開発を急いだのが、パンター中戦車である。
21世紀のAPFSDS弾は、その高速度のために傾斜装甲が意味を持つのはごく浅い角度の場合だけであるとされており、戦後第三世代以降の戦車では、これまでと逆に、傾斜装甲（避弾経始）の考え方が重要視されなくなっているケースも多い。

#### 空間装甲

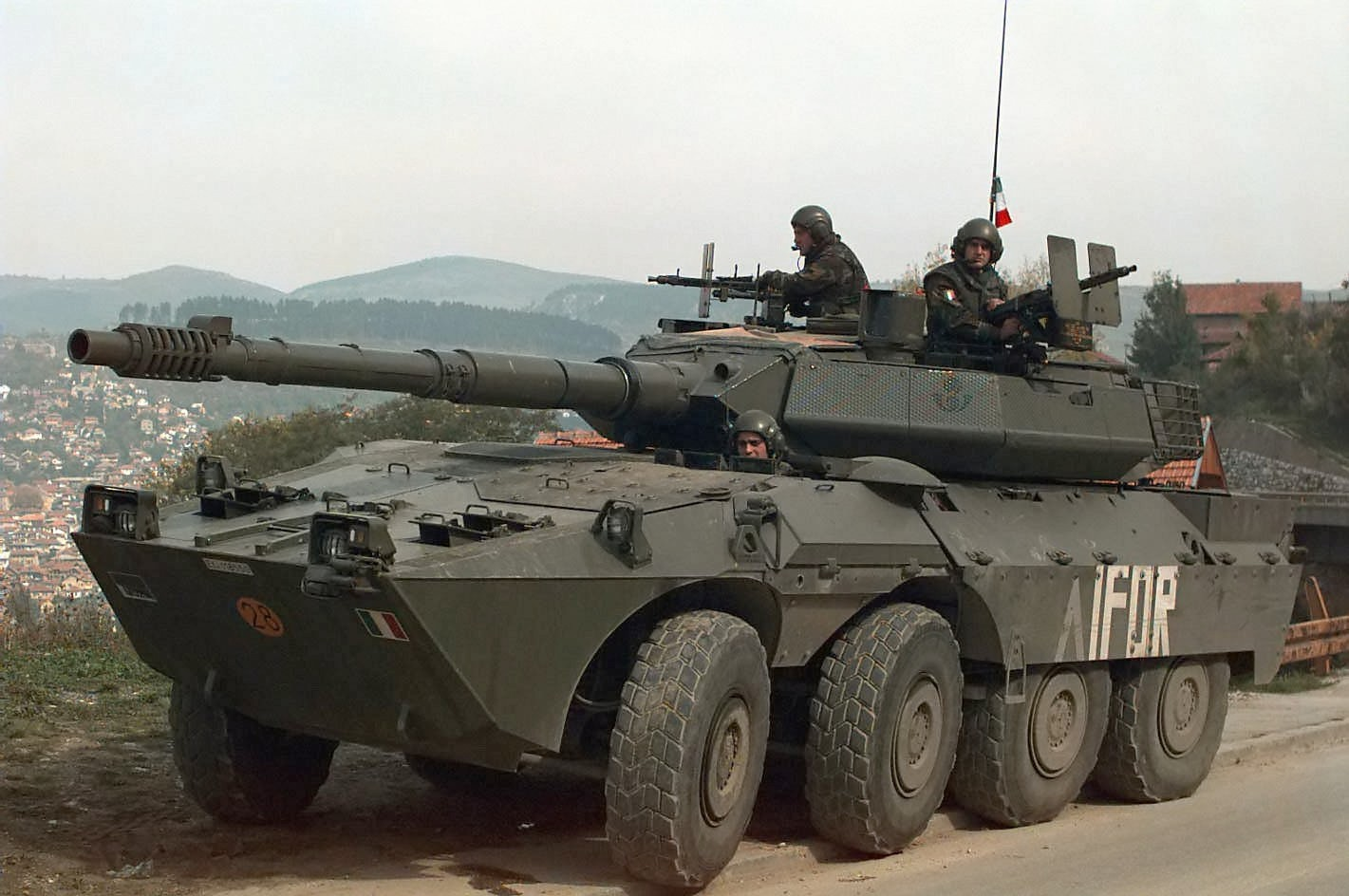
砲塔と車体側面に増加装甲（空間装甲）を装備したチェンタウロ戦闘偵察車

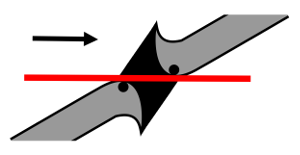
侵徹穴角部の効果

空間装甲（Spaced Armour、スペースド・アーマー）は主装甲の外側に薄い装甲を配置して、2枚の装甲の間に空間を持たせた装甲である。中空装甲とも呼ばれる。予備燃料タンクや工具箱などの搭載用バスケットが空間装甲を兼ねることもある。
粘着榴弾は外側の装甲に命中した際に起爆し、2枚の装甲の間の空間によって衝撃波面と破片が主装甲のより広い面で受け止められて破壊効果が弱められ、車内への衝撃波による被害も減少する。HEAT弾は、外側の装甲での起爆により適切なスタンドオフ距離が保てずに貫徹力が低下する。ただし、現代のHEAT弾は、第2次世界大戦当時とは比較にならないぐらい性能が向上しているため、多少スタンド・オフを狂わされても貫徹力が減衰しなくなり、空間装甲の有効性は大きく低下している。小口径弾の場合は表面の装甲を貫通後、主装甲への命中角が変わって浅くなり貫通力を落とす場合があり、これは当初対戦車ライフル対策として装備されたドイツ戦車のシュルツェンで効果を発揮している。また榴弾の直撃の場合、（遅延信管でなければ）表面の装甲への命中時に爆発することで、主装甲へのダメージが軽減される。
多重空間装甲は傾斜した複数枚の金属装甲を間隔を開けて並べた装甲である。弾心は板面に対して直角方向に進む特性があるため、進行方向を変化させる。また、長尺の弾心及びメタルジェットに対しては、先行部分で開けられた侵徹穴の膨らんだ部分（画像●部分）と後続部分が接触するため弾心を折損あるいはメタルジェットを破断させる効果があるとされる。
空間装甲の効果は傾斜角度や空間数、空間距離によって増大するが、いずれについても現実的には厳しい制限があるため、HEATに対する質量効率は1.25、同様にKE弾に対する装甲システムでも1.25程度とされる。

#### 積層装甲
積層装甲（ラミネートアーマー（英語: Laminate Armor)、”層状装甲”とも）は複数の密度の異なる素材を層状に重ね合わせて構成された装甲で、異なる素材を層状に組み合わせることで、単一素材の装甲に比べて優れた防御性能を実現するものである。各層は用いられる素材により特定の役割を果たし、徹甲弾、成形炸薬弾など多様な脅威に対応可能である。
当初は組成の異なる複数の装甲鋼板を組み合わせたものを指すものであったが、金属以外の素材を組み合わせたものが開発されると後述の複合装甲の呼称が用いられるようになり、積層装甲（層状装甲）の呼称は用いられることが少なくなっている。
アメリカが1970年代に開発したM2ブラッドレー歩兵戦闘車の主要部の装甲は防弾アルミニウムと装甲鋼板を前述の空間装甲として組み合わせた構成となっており、文献等では"Spaced Laminate Armor"の名称で記述されている。

#### 複合装甲

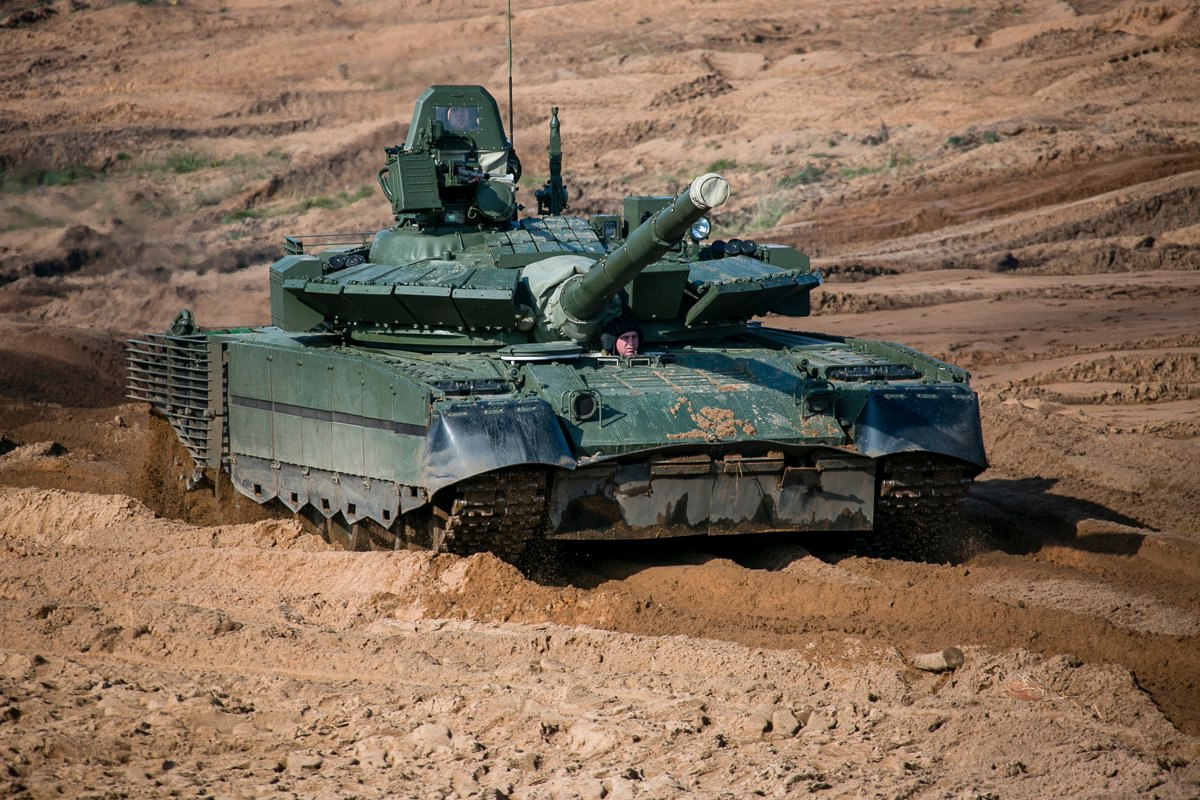
複合装甲を持つT-80

2種以上の材質を積層させた複合装甲（コンポジット・アーマー、Composite Armour）は前述の積層装甲の主流となっているもので、鋼鉄製の装甲板に物性が鋼鉄とは異なる物質を板状にはさみ込み、鋼鉄だけでは効率良く防げない敵弾の侵徹作用を妨害することで防護性能を高めたものである。
最初に複合装甲を採用したのは1964年のソビエト製のT-64であった。西側では1976年に英国のチョバム（Chobham）戦闘車両研究所が新型装甲の開発成功を伝えチョバム・アーマーと呼ばれるようになった（しかし、チョバム・アーマーが量産車に搭載されるようになるには1983年までかかった）。実際に西側量産車に複合装甲が搭載されたのは1979年に西ドイツ製のレオパルト2が最初である。
複合装甲の内部に用いられると考えられている物質には、セラミック、劣化ウラン、チタニウム合金、繊維強化プラスチック、合成ゴムなどである。
セラミックを使用した複合装甲はAPFSDS弾やHEAT弾といった対戦車用砲弾には有効であるとされる。セラミックのユゴニオ弾性限界は鋼鉄の10倍以上でありHEAT弾が作るメタルジェットの圧力ではセラミックのユゴニオ弾性限界を超えることができず、さらにセラミックは原子間結合が強く亀裂の成長速度がメタルジェットの速度よりも遅いため、メタルジェットは部分的に破砕されたセラミックの固体断片を含んだ金属流体を先端部から侵徹口まで排出しながら進まなければならないが、セラミックの断片が後続のメタルジェットと干渉するため突入速度が減殺される。セラミックの破砕に消費されるエネルギーも侵徹の運動エネルギーを殺ぐことになる。これにより、HEAT弾のメタルジェットと同様にそれよりは速度の劣るAPFSDS弾に対してもHEAT弾と同様の侵徹作用を重金属製の弾芯が用いているため、高い防護性能を持つ。
セラミックは割れやすいという欠点を持っているため、速度が遅い弾頭に対しては容易に割れてしまい、従来型の砲弾に対する防護性能では均質圧延装甲に劣る。複合装甲では、小銃弾や爆弾の破片などは均質圧延装甲で防ぎ、APFSDS弾やHEAT弾はセラミック装甲で防ぐように積層構造になっている。
複合装甲は、鋼板で別の材料を挟む際に単純に層状に重ね合わせるだけではなく、各層間に空間を開けて構成することで付随的に空間装甲としての防護効果を併せ持つ場合がある。

#### 増加装甲

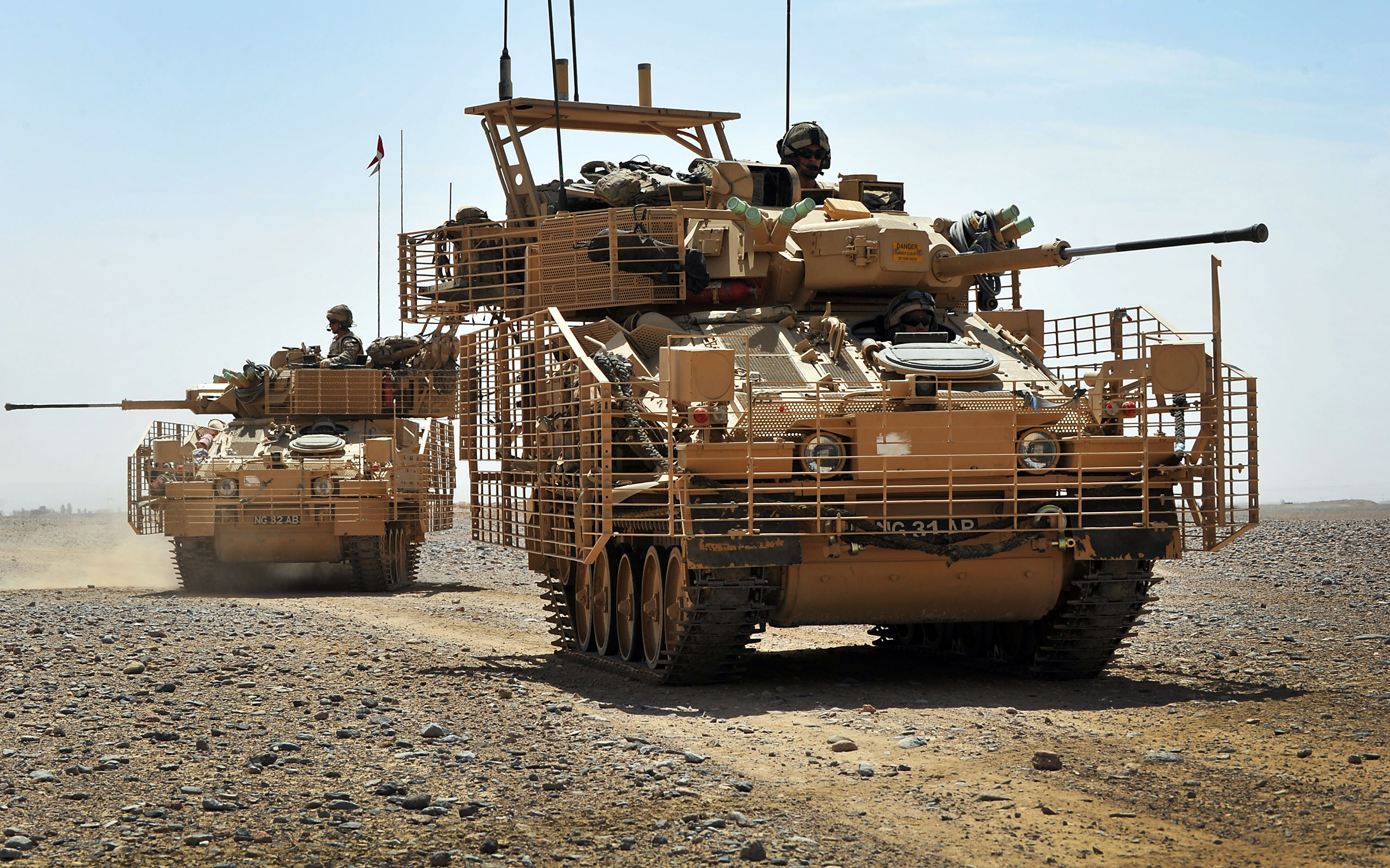
増加装甲（ケージ装甲）を取り付けたシミター偵察戦闘車

増加装甲、あるいは付加装甲、追加装甲とは、戦闘車両の主装甲や基本装甲と呼ばれる本体の装甲に追加的に取り付けられる装甲である。英語では、Add-on Armor、Additional Armor、Applique Armorなどと表記される。
被弾によって破損した装甲を簡単に交換でき、空輸などで重量制限があれば脱着によって対応し、将来新たな装甲技術が開発された時に容易に対応できる。形状や構造・仕組みなどいくつかの種類が存在する。
予備の履帯を車体前面や側面、砲塔に設置すること、土嚢や工具箱などを配置すること、さらに前線で友軍や敵軍の戦車などから鉄板を切り出し車体に溶接する現地改造は一般的に行われていた。前述の、傾斜装甲、空間装甲、複合装甲の考え方を併せ持つものも少なくない。後付けでなく、当初から交換可能な構造を持って車両に組み込まれている装甲はモジュール装甲とも呼ばれる。フランスの主力戦車であるルクレールはモジュール式の複合装甲を採用している。

##### 鋼鉄製増加装甲板

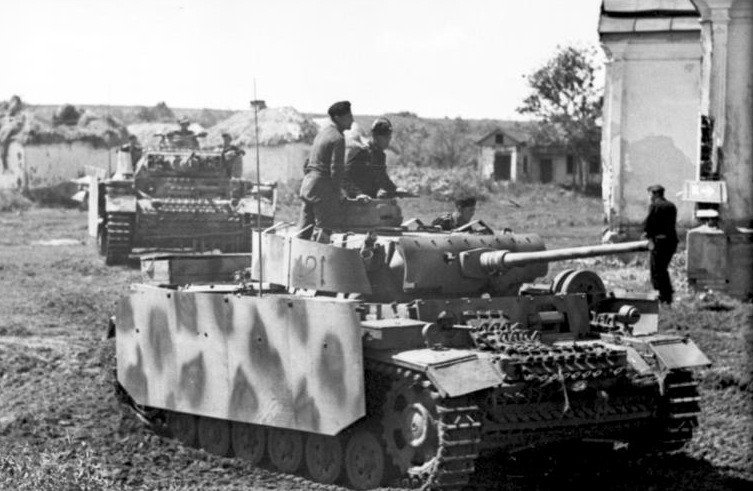
シュルツェンを側面に装備したIII号戦車

戦車や装甲車の車体に、単純に鋼鉄板を追加するもので、主装甲の内外のどちらに装着するかで大きく二分される。
主装甲の外側に装着されたものとしては、シュルツェン(Schürzen:ドイツ語でエプロン(前掛け・前垂れ)の意)という第二次世界大戦時のドイツの戦車の側面や砲塔などに取り付けられた増加装甲がある。
もともとは対戦車ライフルからの被害を軽減させることを目的としたものではあったが、主装甲から離して取り付けられていたため成形炸薬弾の威力を減じる効果（空間装甲としての効果）があった。III号戦車など、側面の装甲の比較的薄い戦闘車両に使用された。また、第二次大戦後に、空中輸送能力や水上航行能力を付加する目的などで、車体がアルミ合金製の装甲車が開発されたが、これらの車種に対して、後から防御力を向上させる目的で、鋼鉄製装甲板が付加される例がある。

##### 爆発反応装甲

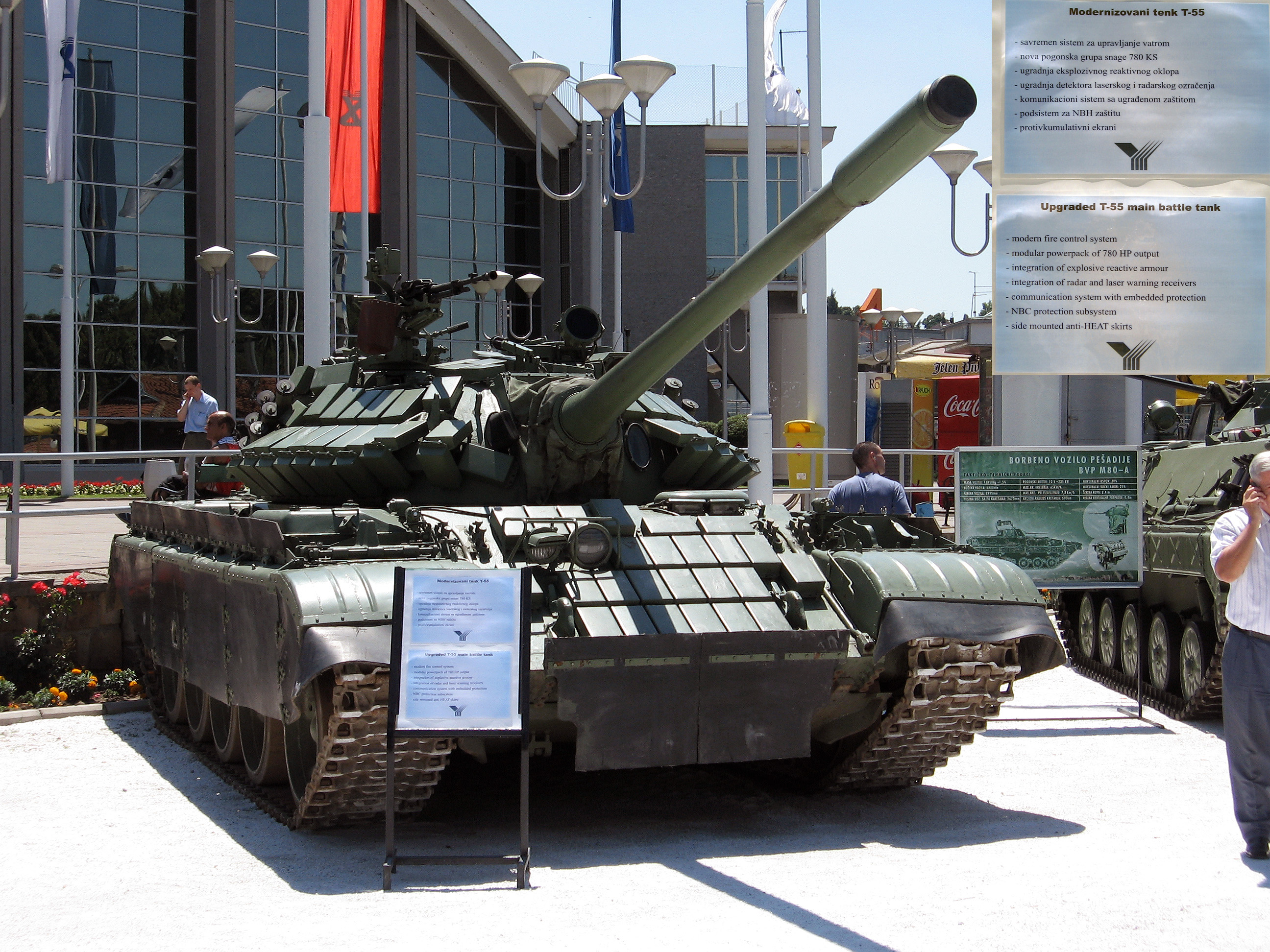
ERAを装備したT-55

爆発反応装甲（ERA : Explosive Reactive Armour、エクスプローシブ・リアクティブ・アーマー）は、タイル形状の鋼製ケースに低感度の爆薬が詰められ、主装甲にこれを多数、ボルト留めされるものが一般的である。
APFSDS弾やHEAT弾の侵徹を受けると内部の爆薬が起爆し、ケースの鋼板を高速で吹き飛ばす。外側の鋼板は多くの場合、侵徹体の侵入軸に対して斜めに高速移動する。鋼板が侵徹体を破砕するか、侵徹体そのものの運動を阻害することで、主装甲への侵徹を妨げる。ERAは砲弾の弾道に対して傾斜している必要がある。
ERAは主装甲の表面で爆発するため、ケースの裏板と爆風による衝撃が主装甲を通じて車体内部に伝わり、搭載機器や搭乗員に障害を与える可能性がある。また飛散する鋼板の破片が、近傍の歩兵や車輌などに被害を与える可能性がある。このため、小口径弾の弾着では爆発しないように爆薬の感度を抑えている。APFSDS弾でもL/D比の小さなものには効果が少なくなる。

##### ケージ装甲

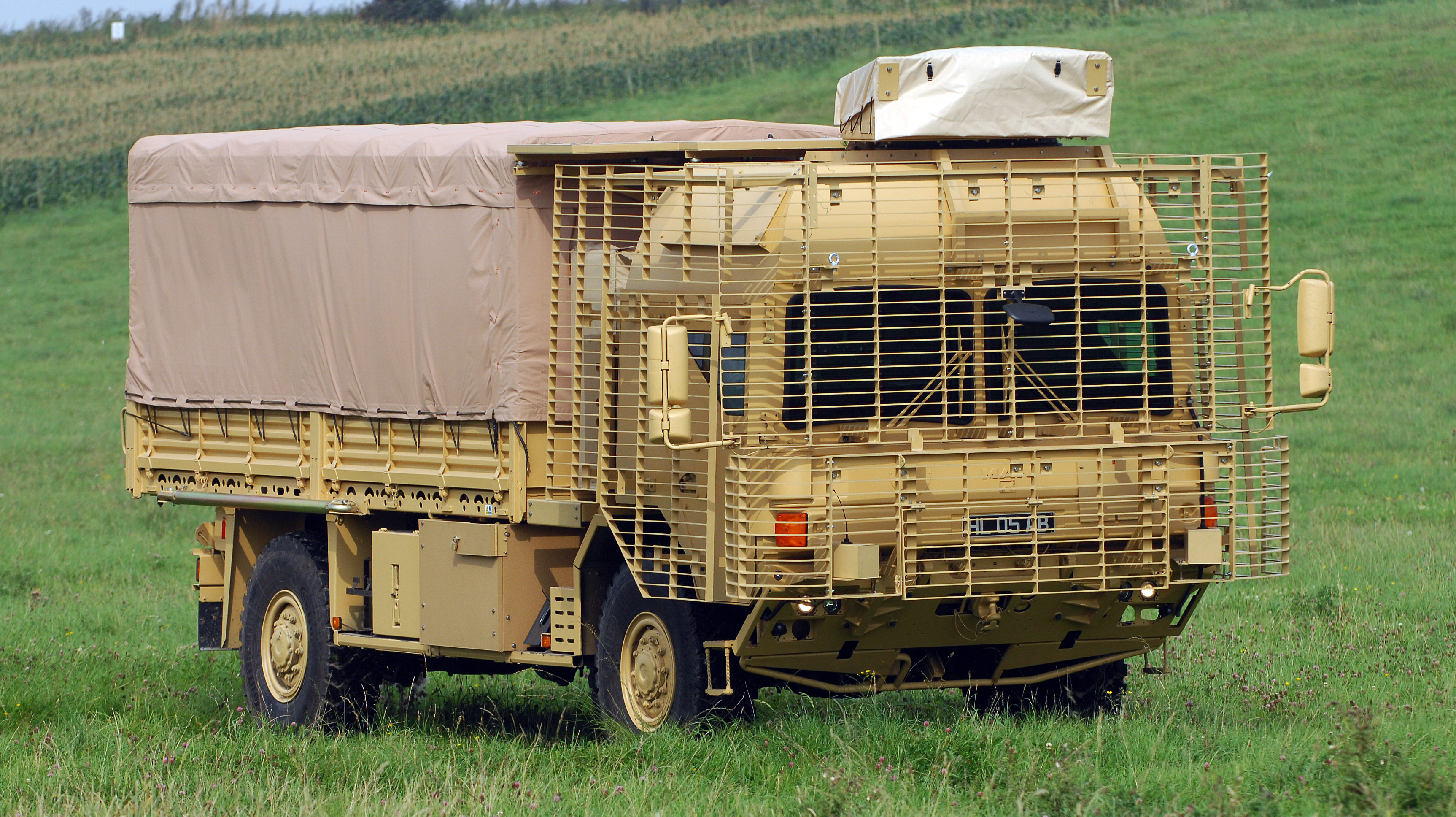
操縦室の周囲にケージ装甲を装着したマン・トラック

柵状や格子状の増加装甲であり、車両の周囲（特に防護したい部分に限定的に装着されることも多い）に装着し、成形炸薬弾(HEAT)を用いる対戦車兵器、特にRPG-7による攻撃を無力化する目的で取り付けられた装甲である。増加装甲としては極めて安価で軽量であり、板状の増加装甲に比べれば視界の阻害も最小限度に抑えることができる。
「ケージ装甲」（ケージ・アーマー, 英語: Cage Armour：「鳥篭装甲」の意）のほか、バー・アーマー(Bar Armour)、スラット・アーマー(Slat armor)、フェンス装甲(Fence Armour)など、いつかの呼び名があるが、英語や日本語の表記での定まったものはない。
耐弾のメカニズムとしては、飛来した弾頭を車両本体に命中する前に柵の隙間や格子に挟み込み、信管が本装甲に激突して起爆することを妨害と共に、弾頭もしくは信管の損傷を発生させて不発もしくは不完全作動（炸薬が起爆しても設計通りの状態・威力で炸裂しない）とさせることを目的とするもので、特に、RPG-7の圧電式信管の作動を不完全にさせて起爆を回避するものである。多くのものではRPG-7の弾頭（単弾頭型で75～95mm、タンデム弾頭型で64+105mm）が素通りしないような間隔になっている。
この装甲について広まっている誤解として「本装甲より離れた場所でHEAT弾頭を起爆させ、スタンドオフ距離を狂わせることにより侵徹力を減退させるため」というものがあるが（空間装甲と同様の存在であると捉えたもの）、これは誤りで、実際にはケージ装甲はHEAT弾頭の起爆自体を阻止するために開発されたものである。厚い装甲を持つ戦車に装着されるものではその効果（中空装甲効果）を考慮しているものもあるが、通常、ケージ装甲によって作られる本装甲との空間は250mm程度であり、仮にこれを1,000mmに増してもPG-7V（RPG-7の弾頭の一種）の場合まだ40mmの侵徹力を残しており、これはこの装甲を装備するほとんどの車両の本体装甲厚以上で、増加装甲としての充分な防護が得られない。また、軽装甲もしくは非装甲の車両では、そのように弾頭を起爆させた場合ごく至近距離で弾頭が炸裂するため、装甲を貫通されなくても相応のダメージを受けることになってしまう。このため、ケージ装甲の第一の目的は、命中した弾頭の作動を妨害することである。
ケージ装甲は成形炸薬弾以外にはほとんど効果がなく、大きな撃角では柵や格子の見かけ上の間隔が狭くなるため、装甲の表面で起爆する可能性が高くなり、起爆回避の成功率は60%程度とされる。また、装着すると車両の全幅が広がるので、路上での行動の自由が阻害される上、隙間があるとは言え装着した場所によっては車両から周囲への明瞭な視界を阻害するという問題もある。
2022年ロシアのウクライナ侵攻では、ロシア軍がシリアの戦闘員からヒントを得て、自爆ドローン対策として戦車を覆うケージやルーフを現地で追加する事例がみられた。戦闘地域で加工されるため工作精度は粗雑で砲塔が回転できなくなる、重量過多でスピードが遅くなるなどの欠点はあるものの、ウクライナ側も同様の対策を施すようになったほか、2023年パレスチナ・イスラエル戦争において、ガザ地区に侵攻したイスラエル軍も同様の装備を施す例がみられた。

##### 天板装甲

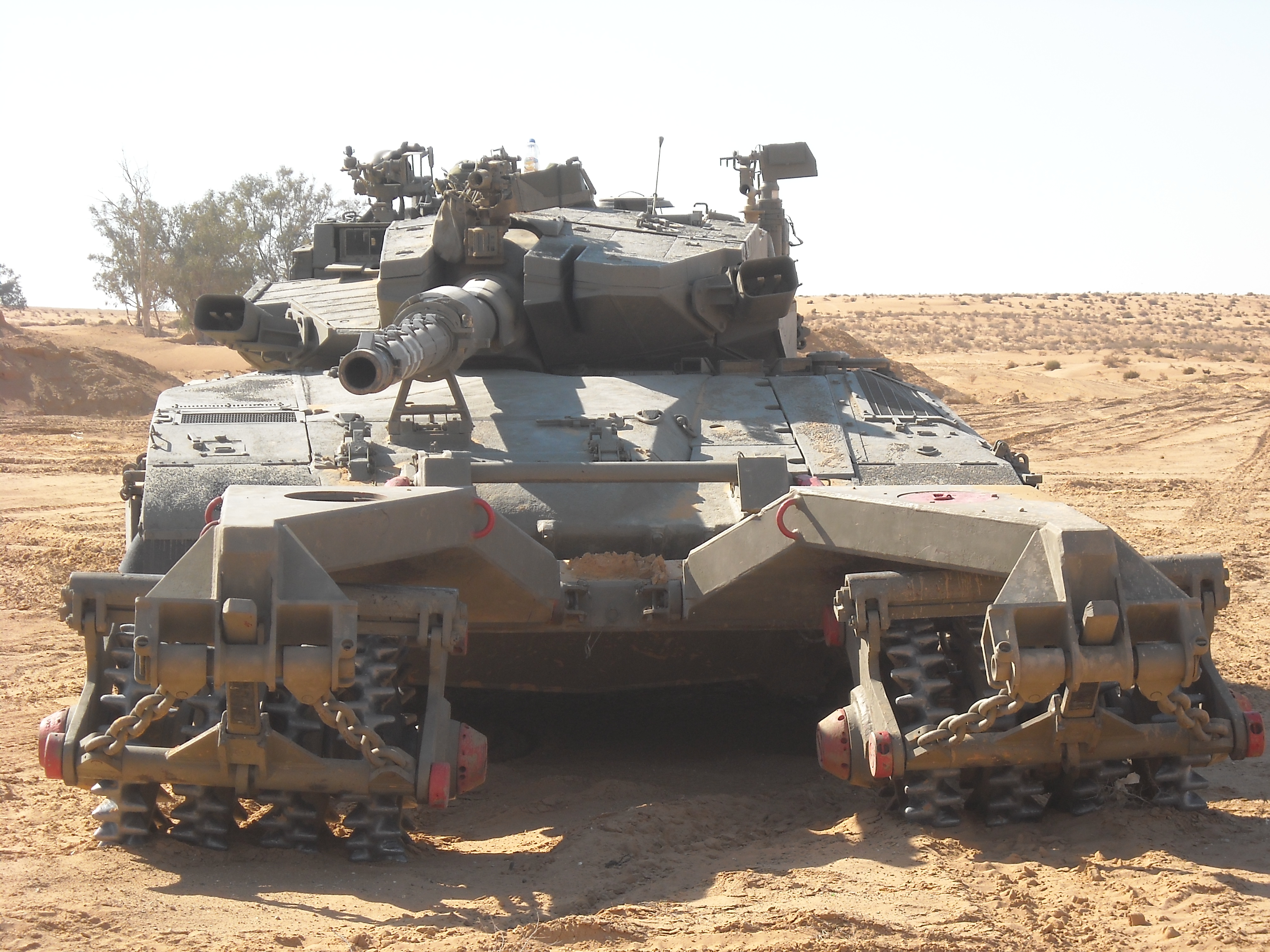
砲塔天板に増加装甲を装着したメルカバMk.3

天板装甲は、ルーフアーマー（Roof Armor)とも呼ばれ、戦車や装甲車両の砲塔上面、あるいは車体上面などを防護するために付加される増加装甲である。
もともと、戦車は横からの攻撃に耐えることを考えて側面の防御力を強化していたが、一方で天板（上面）の防御力にはあまり注意を払われていなかった。第二次大戦後になって開発された対戦車ミサイルの中には、戦車の弱点である上面装甲を攻撃するために特殊な飛翔方法を持つものが登場したことや、対戦車ヘリコプターが各国で発展したことなどから、戦車にとって、上空からの脅威がより身近なものとなってきた。これらの脅威から車両を防護するため、砲塔や兵員室・エンジンルームなどの上面に装甲を付加する考え方から、近年、付加される車種が増えてきた増加装甲である。

##### ベリーアーマー

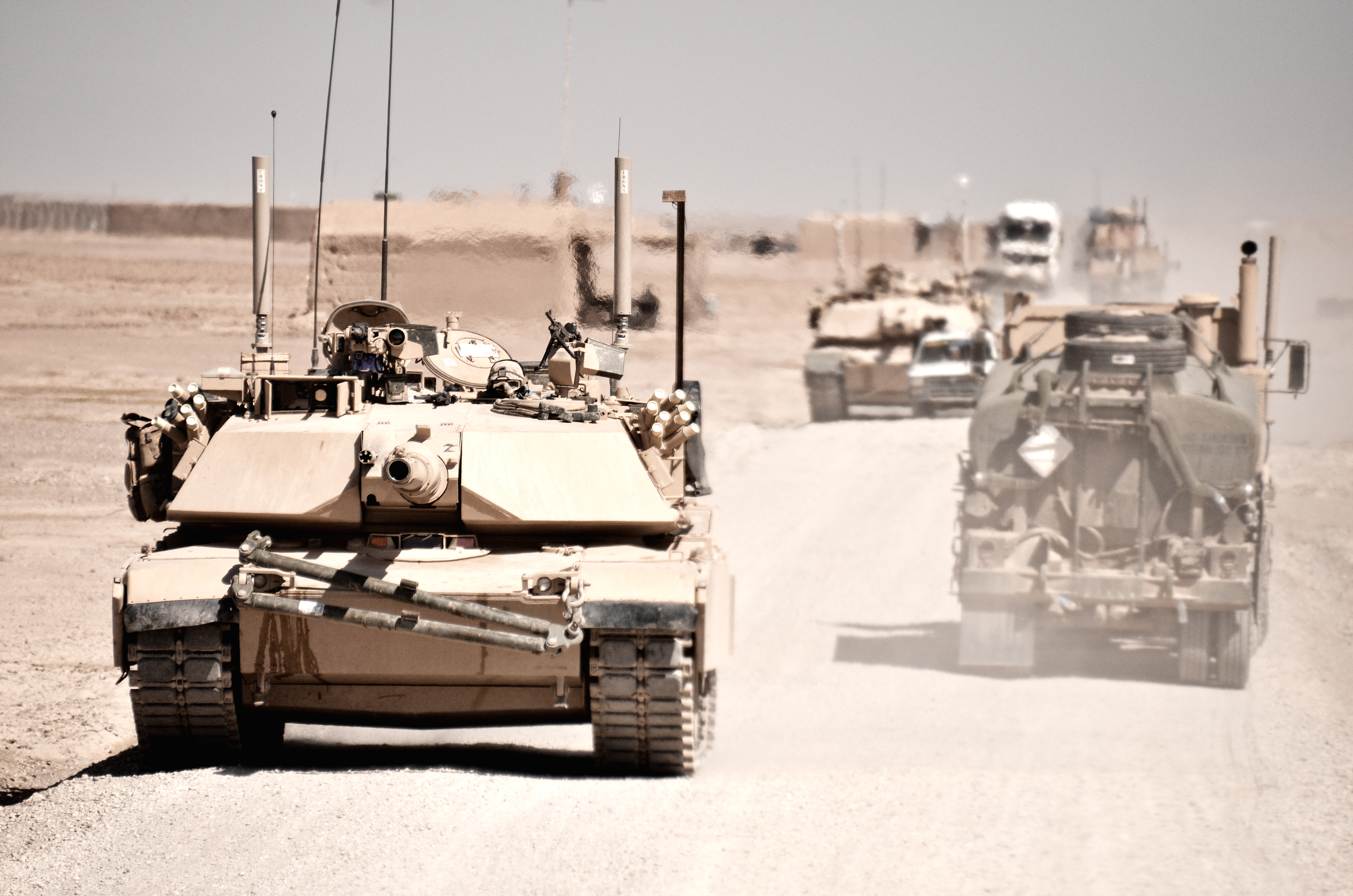
車体底面にベリーアーマーを装着したM1A1 FEP エイブラムス

ベリーアーマー（Belly Armor、belly：腹部）は、戦車や装甲車両の車体下面（底面）を防護するために付加される増加装甲である。特に地雷や即席爆発装置からの防護を目的として装備されることが多く、下方からの爆風を側面方向に逃すことができるように、断面はV字形状になっているものが多い。
近年、戦争の様相が、従来の正規軍対正規軍のような大規模戦よりも、対ゲリラ戦や民兵・武装集団との戦い、いわゆる低強度紛争の比率が高くなってきており、こういった戦争では、路上に仕掛けられた地雷やIEDによる戦闘車両の被害が従来と比べて格段に大きくなっている。こうした状況に対応するため、戦車や装甲車の車体底面に増加装甲板を付加し、地雷による被害を軽減する考え方のものである。
ベリーアーマーの取り付け方法としては、戦車の前後に設置された牽引用のフックを利用して、装甲板を車体の下に吊り下げるようにして保持する方法などが用いられる。

#### 飛散防止内張り
鋼鉄製などの装甲ではHESH弾や徹甲弾のような砲弾の衝突時に装甲内面の金属が衝撃波で飛散することがある。また、貫徹された場合には弾体の残余が装甲の破片と共に内部に飛散する。
兵員室や砲塔などの内壁にスポール・ライナー（spall liner）、日本語では飛散防止ライナーなどと呼ばれるアラミド繊維や繊維強化プラスチックなどの内張りを貼り付けることで、車内にこれらの飛散物が広がるのを可能な限り抑制する。もともとは比較的軽装甲の車両で使用されていたが、主力戦車での採用も多くなっている。また、近年では戦闘艦艇でも弾片防御のために外板の内側や艦上構造物の内壁にこの種の内張りを施す例が多い。

#### 電磁装甲
米国を中心に開発が進められている新しい装甲の技術で2019年現在も実用はまだ先と考えられている。

### 発煙弾発射機

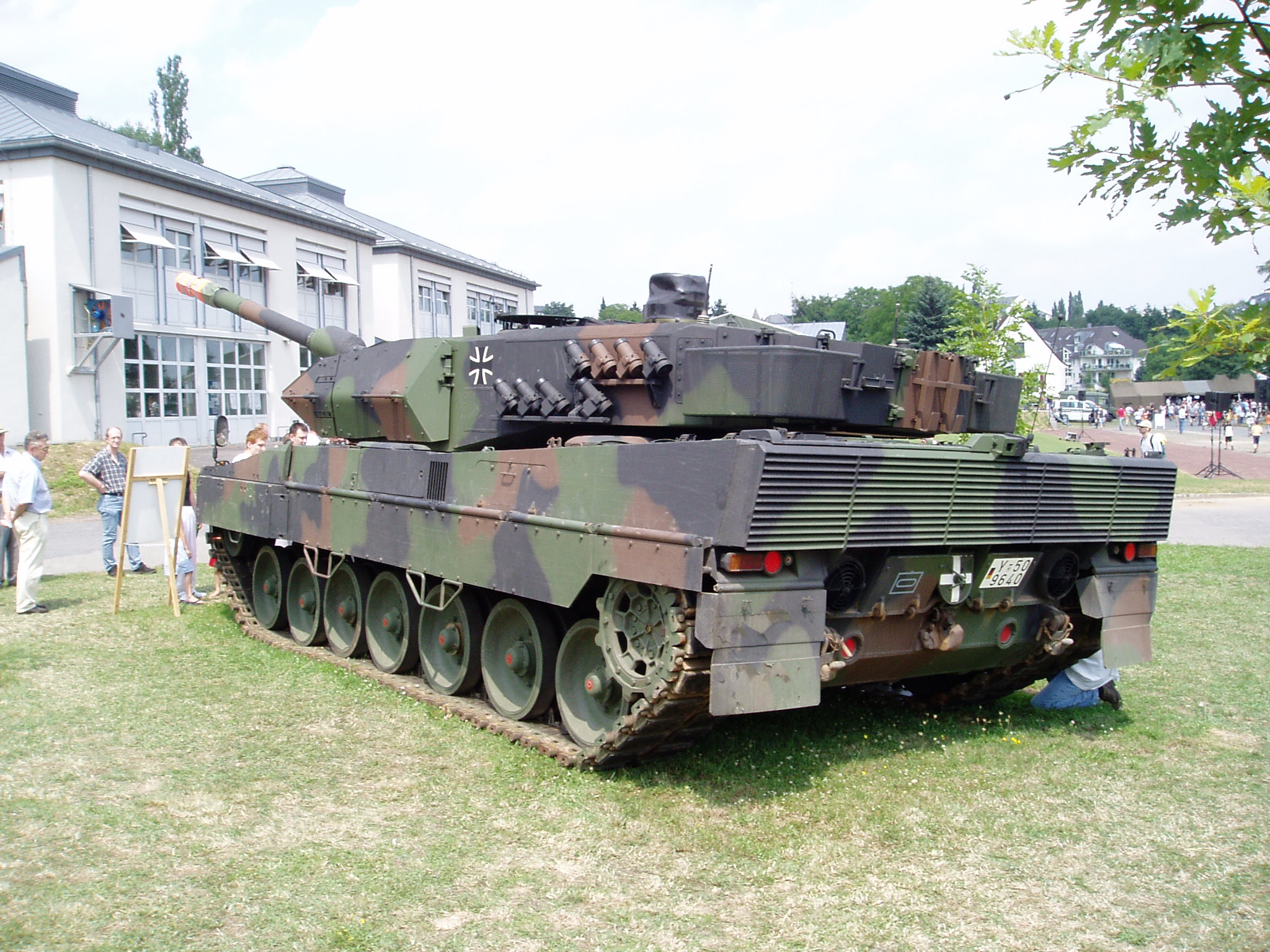
レオパルト2の砲塔側面に装備された発煙弾発射機

## その他の防御技術

### アクティブ防護システム

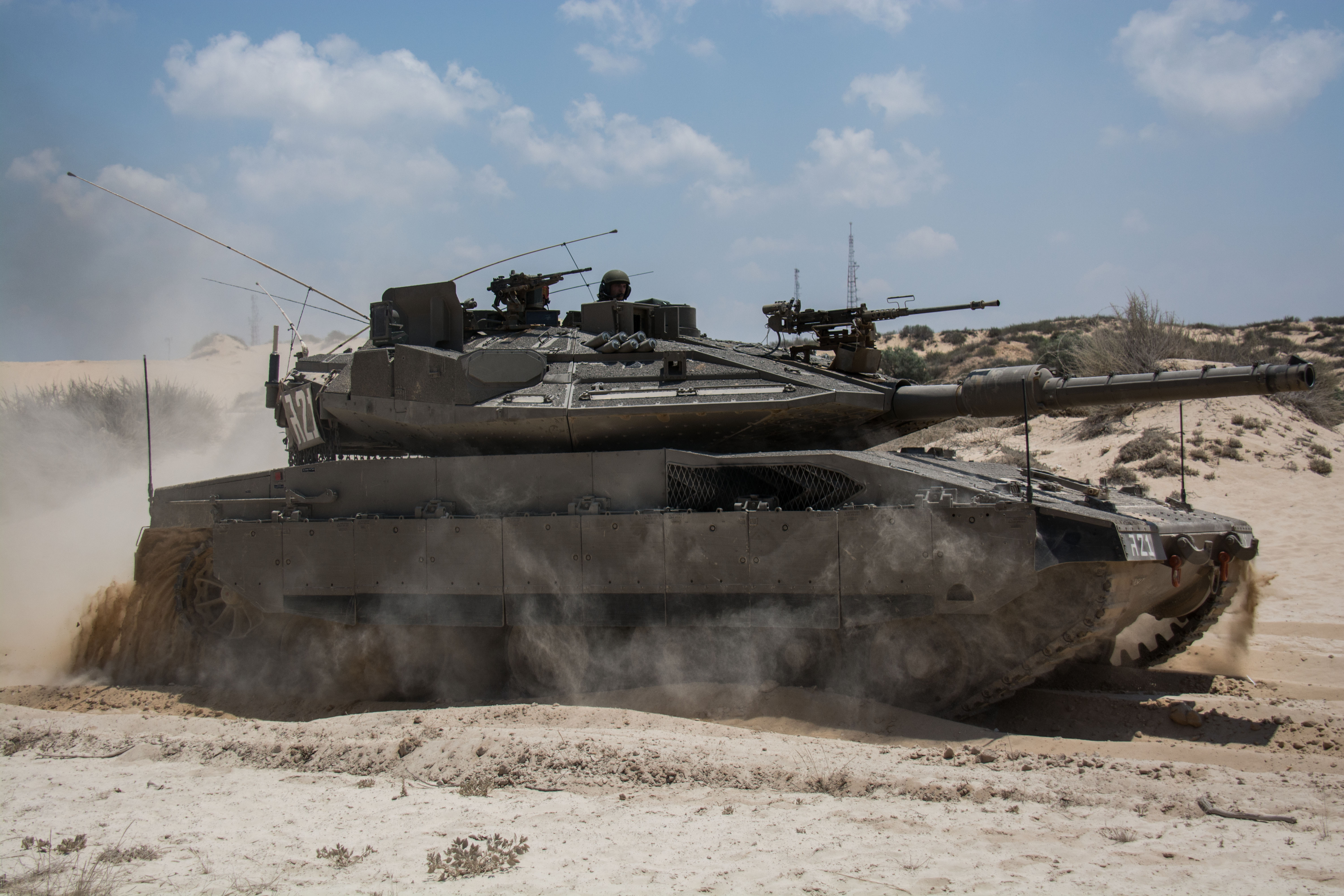
メルカバMk.4に装備されたトロフィーAPS

アクティブ防護システム (Active Protection System , APS) は、対戦車擲弾・対戦車ロケット弾や対戦車ミサイルの接近をレーダー・センサー類で感知し、自動的にジャミングで無力化したり飛翔体や小型ミサイルなどで迎撃するものである。重量をあまり増やさずに全方位の防衛が可能になる反面、コストや信頼性などの面でまだ課題も多い。
ソ連・ロシアは既に80年代に一部で導入しており、他には中国の99式戦車が装備するJD-3もある、最近ではイスラエルのラファエル社が開発したトロフィーAPSのメルカバMk.4への採用が公表され、2011年3月1日にパレスチナ自治区のハンユニス近郊で武装勢力からロケット弾攻撃を受けたが、トロフィーAPSが作動し、実戦で初めて迎撃に成功している。また、欧米でも同種のシステムの開発・採用が進められている。

### IED妨害装置
IED妨害装置は、IEDの作動を妨害したり、安全な状態で誘爆させて、車両への被害を回避あるいは軽減する装置である。
アメリカ軍のイラク戦争後の駐留時に、複数の種類が開発され、実戦で運用された。車両の前方に板状の構造物を差し出すように支持して、構造物から赤外線を放出し、赤外線を探知して作動するタイプのIEDを誘爆させる「ライノ（Rhino)」、携帯電話の電波で遠隔操作されるIEDの作動を妨害するため、電波妨害を行う、棒状の「デューク（DUKE）」などがある。

### 地雷処理装置

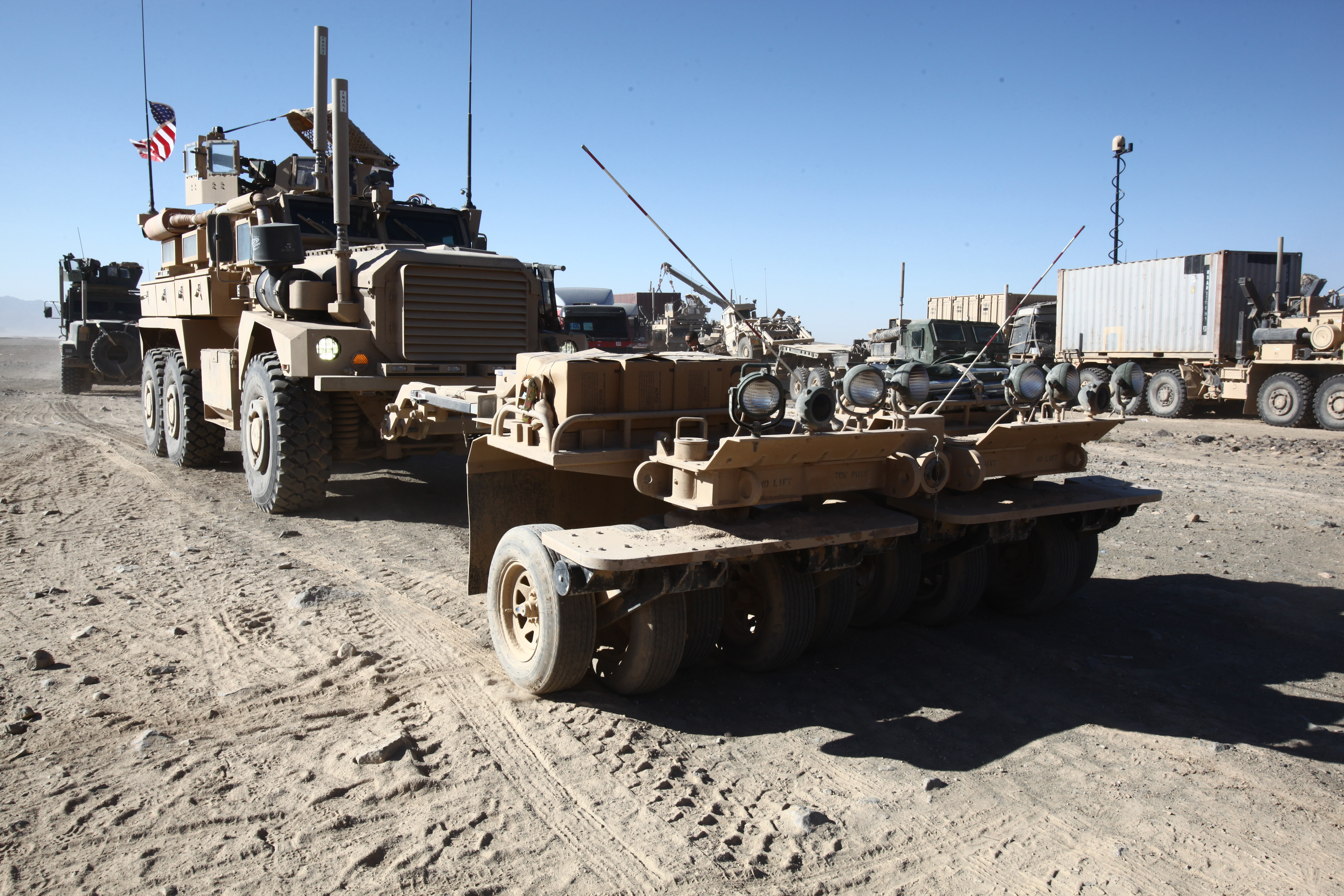
クーガーHEVに装備された地雷処理ローラー

### 偽装網

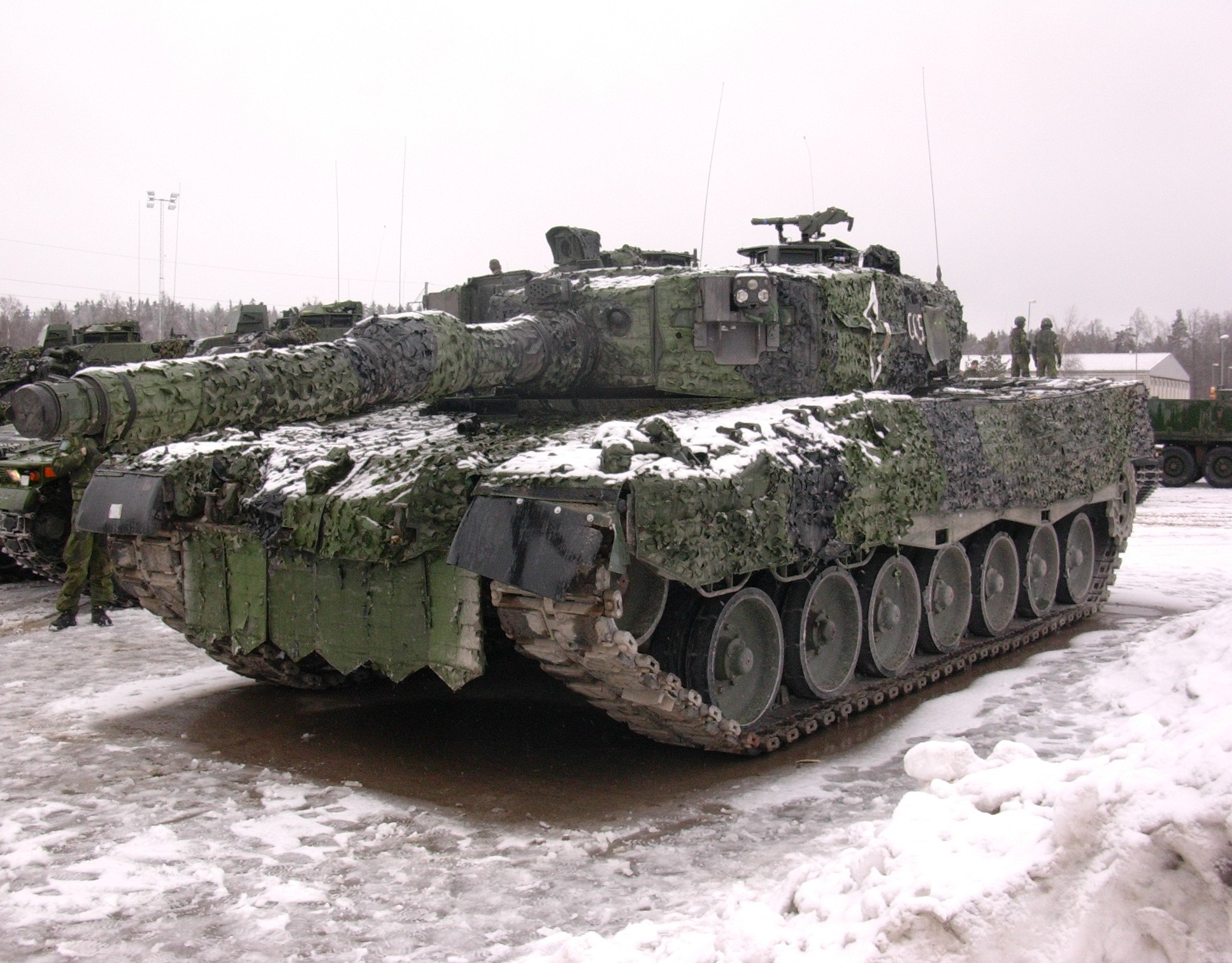
車体全体に偽装網を装着したレオパルト2